# 桃色Sparkling
「桃色Sparkling」（桃色スパークリング）是日本的女子偶像組合℃-ute的第16张单曲。2011年5月25日由zetima发售。

## 概要
- 此單曲首次以岡井千聖為主音。
- 此單曲有3個版本，分別有「初回生産限定盤A - B」和「CD ONLY」。「初回生産限定盤」收錄了「桃色Sparkling」的PV。
- 在6月6日於公信榜单曲週排行榜取得第6位。

## 收錄内容

### CD（初回生産限定盤A - B，CD ONLY）
1. 桃色Sparkling
（作詞・作曲：淳君 編曲：平田祥一郎）
2. FARAWAY
（作詞・作曲：淳君 編曲：大久保薫）
3. 桃色Sparkling(Instrumental)

### DVD（初回生産限定盤A）
1. 桃色Sparkling（Dance Shot Ver.）

### DVD（初回生産限定盤B）
1. 桃色Sparkling（Close-up Ver.）